# Домінік Гізін
Домінік Гізін (нім. Dominique Gisin, 4 червня 1985) — швейцарська гірськолижниця, олімпійська чемпіонка. Спортсменка року Швейцарії (2014).
Золоту олімпійську медаль Домінік виборола на зимових Олімпійських іграх у Сочі 2014 року в змаганнях зі швидкісного спуску. Вона показала рівний час зі словенкою Тіною Мазе, тому обидві гірськолижниці отримали золоті медалі.

## Зовнішні посилання
- FIS-Ski.com – рейтинг кубка світу
- Ski-db.com [Архівовано 9 лютого 2014 у Wayback Machine.] – результати
- Офіційний сайт - домашня сторінка
- Swiss Ski team [Архівовано 3 травня 2017 у Wayback Machine.] – офіційна сторінка на сайті швейцарської федерації.